# Zingiber flavomaculosum
Zingiber flavomaculosum là một loài thực vật có hoa trong họ Gừng. Loài này được Shao Quan Tong (童绍全, Đồng Thiệu Toàn) miêu tả khoa học đầu tiên năm 1987. Tên gọi thông thường trong tiếng Trung là 黄斑姜 (hoàng ban khương), nghĩa là gừng đốm vàng.

## Mẫu định danh
Mẫu định danh: Tong S.Q. 24806; thu thập ngày 6 tháng 8 năm 1981 ở cao độ 580 m, tọa độ 21°46′50″B 101°26′19″Đ / 21,78056°B 101,43861°Đ, huyện Mãnh Lạp, châu tự trị Tây Song Bản Nạp, tỉnh Vân Nam, Trung Quốc. Mẫu holotype lưu giữ Vườn Thực vật Nhiệt đới Tây Song Bản Nạp, Vân Nam (YNTBI / HITBC).

## Từ nguyên
Tính từ định danh flavomaculosum là tiếng La tinh, bao gồm flavo- nghĩa là màu vàng, màu vàng kim, màu hung vàng với tính từ maculosum (giống đực: maculosus, giống cái: maculosa) nghĩa là lốm đốm, đốm, vết; ở đây để nói tới phần đỉnh cánh môi màu lốm đốm vàng của loài này.

## Phân bố
Loài này có tại Myanmar (bang Shan), Thái Lan (các tỉnh Chiang Mai, Mae Hong Son, Phetchaburi) và Trung Quốc (tây nam tỉnh Vân Nam). Môi trường sống là rừng, ở cao độ tới 600 m.

## Mô tả
Thân giả cao 1-1,5 m, đường kính 1,5–2 cm. Bẹ lá màu ánh lục. Lưỡi bẹ 2 thùy, dài 4–5 cm, dạng màng, nhẵn nhụi; cuống lá có trên các lá ở đầu gần; phiến lá hình mác hẹp hoặc hình elip hẹp, 40-55 × 9–11 cm, mặt gần trục xanh lục, mặt xa trục màu ánh lục, có lông tơ màu trắng, đáy hình nêm hoặc hẹp như vậy, đỉnh nhọn thon ngắn. Cụm hoa mọc từ thân rễ, hình đầu, ~6 × 4,5 cm; cuống cụm hoa 2–5 cm, các bẹ hình vảy màu đỏ nhạt; lá bắc màu đỏ nhạt, hình trứng-hình tròn hoặc thuôn dài, 3-3,2 × 1,7–2 cm, có lông tơ; lá bắc con hình ống, dài ~2,8 cm, màu gần trắng, có lông tơ màu trắng, nứt một bên tới đáy. Đài hoa hình ống, dài ~1,6 cm, đỉnh 3 răng, dạng màng, có lông tơ. Ống tràng hoa dài ~3,5 cm, các thùy dài bằng nhau, màu vàng nhạt; thùy tràng lưng hình mác, ~2,2 × 1,1 cm; các thuỳ tràng bên hẹp hơn, rộng 0,6 cm. Các thùy của cánh môi màu xám với đỉnh lốm đốm vàng, thùy giữa gần giống như lưỡi bẹ, ~2,5 × 1 cm, đỉnh nguyên, các thùy bên hình tai, ~1,5 × 0,8 cm. Nhị dài ~2,5 cm, không chỉ nhị. Mô vỏ bao phấn không cuống, dài ~1,3 cm; phần phụ liên kết màu tía, dài ~7 mm. Bầu nhụy màu xanh lục nhạt, rậm lông màu nâu. Vòi nhụy thẳng, màu trắng. Đầu nhụy màu gần trắng, có lông rung. Tuyến trên bầu thẳng, màu gần trắng. Ra hoa tháng 8.